# Grand Prix automobile de Grande-Bretagne 1998
GP précédent GP suivant
Le Grand Prix automobile de Grande-Bretagne 1998 (1998 RAC British Grand Prix), disputé sur le circuit de Silverstone le 12 juillet 1998, est la 623e épreuve du championnat du monde de Formule 1 courue depuis 1950 et la neuvième manche du championnat 1998.

## Qualifications

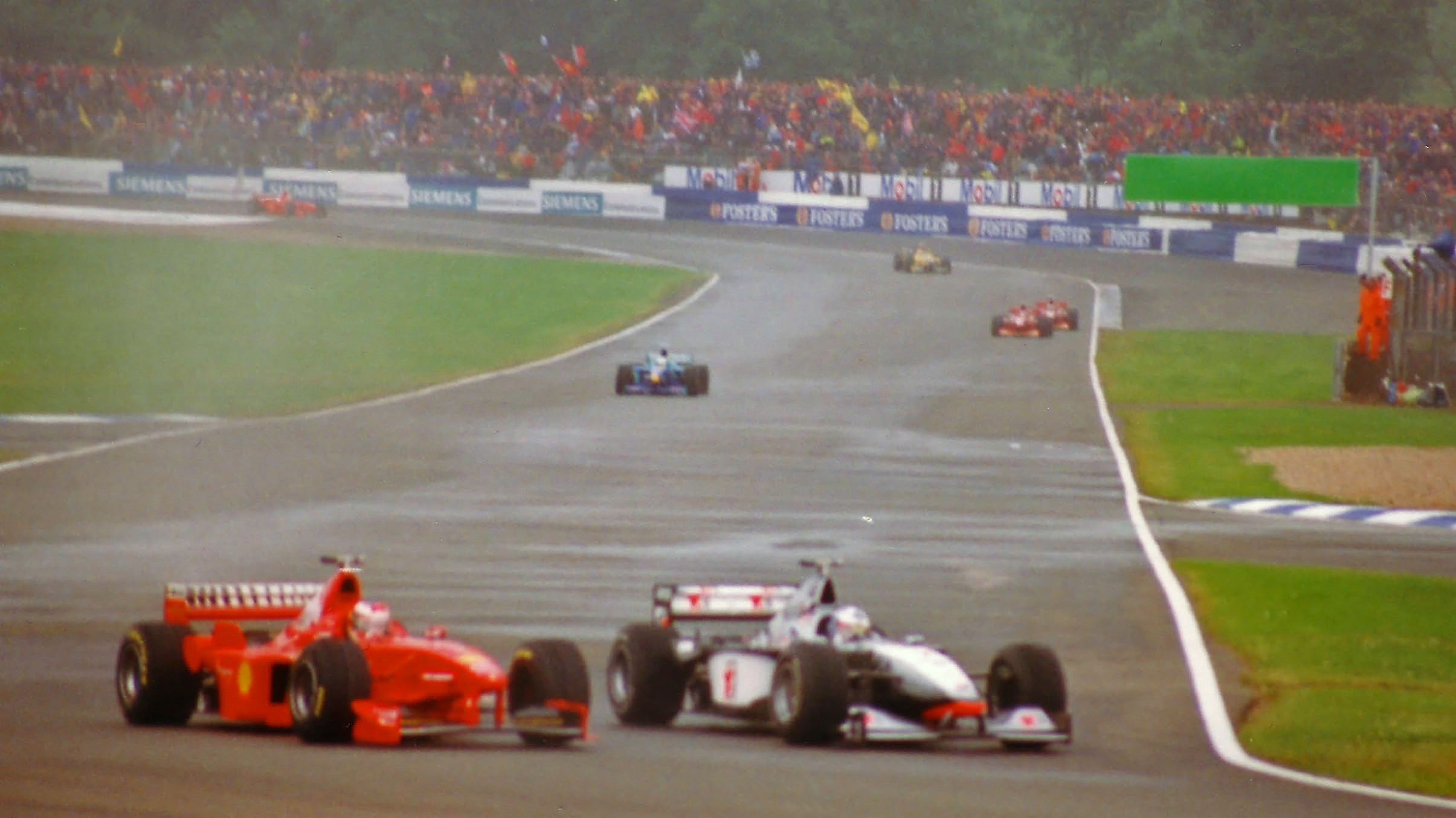
Michael Schumacher et David Coulthard au GP de Grande-Bretagne 1998.

| Pos. | No | Pilote                | Écurie              | Temps          | Écart     |
| ---- | -- | --------------------- | ------------------- | -------------- | --------- |
| 1    | 8  | Mika Häkkinen         | McLaren-Mercedes    | 1 min 23 s 271 | —         |
| 2    | 3  | Michael Schumacher    | Ferrari             | 1 min 23 s 720 | + 0 s 449 |
| 3    | 1  | Jacques Villeneuve    | Williams-Mecachrome | 1 min 24 s 102 | + 0 s 831 |
| 4    | 7  | David Coulthard       | McLaren-Mercedes    | 1 min 24 s 310 | + 1 s 039 |
| 5    | 4  | Eddie Irvine          | Ferrari             | 1 min 24 s 436 | + 1 s 165 |
| 6    | 2  | Heinz-Harald Frentzen | Williams-Mecachrome | 1 min 24 s 442 | + 1 s 171 |
| 7    | 9  | Damon Hill            | Jordan-Mugen-Honda  | 1 min 24 s 542 | + 1 s 271 |
| 8    | 14 | Jean Alesi            | Sauber-Petronas     | 1 min 25 s 081 | + 1 s 810 |
| 9    | 15 | Johnny Herbert        | Sauber-Petronas     | 1 min 25 s 084 | + 1 s 813 |
| 10   | 5  | Giancarlo Fisichella  | Benetton-Playlife   | 1 min 25 s 654 | + 2 s 383 |
| 11   | 6  | Alexander Wurz        | Benetton-Playlife   | 1 min 25 s 760 | + 2 s 489 |
| 12   | 16 | Pedro Diniz           | Arrows              | 1 min 26 s 376 | + 3 s 105 |
| 13   | 17 | Mika Salo             | Arrows              | 1 min 26 s 487 | + 3 s 216 |
| 14   | 12 | Jarno Trulli          | Prost-Peugeot       | 1 min 26 s 808 | + 3 s 537 |
| 15   | 19 | Jos Verstappen        | Stewart-Ford        | 1 min 26 s 948 | + 3 s 677 |
| 16   | 18 | Rubens Barrichello    | Stewart-Ford        | 1 min 26 s 990 | + 3 s 719 |
| 17   | 21 | Toranosuke Takagi     | Tyrrell-Ford        | 1 min 27 s 061 | + 3 s 790 |
| 18   | 23 | Esteban Tuero         | Minardi-Ford        | 1 min 28 s 051 | + 4 s 780 |
| 19   | 22 | Shinji Nakano         | Minardi-Ford        | 1 min 28 s 123 | + 4 s 852 |
| 20   | 20 | Ricardo Rosset        | Tyrrell-Ford        | 1 min 28 s 608 | + 5 s 337 |
| 21   | 9  | Ralf Schumacher       | Jordan-Mugen-Honda  | Pas de temps   | -         |
| 22   | 11 | Olivier Panis         | Prost-Peugeot       | Pas de temps   | -         |

## Classement
| Pos. | No | Pilote                | Écurie              | Tours | Temps/Abandon                      | Grille | Points |
| ---- | -- | --------------------- | ------------------- | ----- | ---------------------------------- | ------ | ------ |
| 1    | 3  | Michael Schumacher    | Ferrari             | 60    | 1 h 47 min 12 s 450 (172,600 km/h) | 2      | 10     |
| 2    | 8  | Mika Häkkinen         | McLaren-Mercedes    | 60    | + 12 s 465                         | 1      | 6      |
| 3    | 4  | Eddie Irvine          | Ferrari             | 60    | + 19 s 199                         | 5      | 4      |
| 4    | 6  | Alexander Wurz        | Benetton-Playlife   | 59    | + 1 tour                           | 11     | 3      |
| 5    | 5  | Giancarlo Fisichella  | Benetton-Playlife   | 59    | + 1 tour                           | 10     | 2      |
| 6    | 10 | Ralf Schumacher       | Jordan-Mugen-Honda  | 59    | + 1 tour                           | 21     | 1      |
| 7    | 1  | Jacques Villeneuve    | Williams-Mecachrome | 59    | + 1 tour                           | 3      |        |
| 8    | 22 | Shinji Nakano         | Minardi-Ford        | 58    | + 2 tours                          | 19     |        |
| 9    | 21 | Toranosuke Takagi     | Tyrrell-Ford        | 56    | + 4 tours                          | 17     |        |
| Abd. | 14 | Jean Alesi            | Sauber-Petronas     | 53    | Boîte de vitesses                  | 8      |        |
| Abd. | 16 | Pedro Diniz           | Arrows              | 45    | Sortie de piste                    | 12     |        |
| Abd. | 11 | Olivier Panis         | Prost-Peugeot       | 40    | Sortie de piste                    | 22     |        |
| Abd. | 18 | Rubens Barrichello    | Stewart-Ford        | 39    | Sortie de piste                    | 16     |        |
| Abd. | 19 | Jos Verstappen        | Stewart-Ford        | 38    | Moteur                             | 15     |        |
| Abd. | 7  | David Coulthard       | McLaren-Mercedes    | 37    | Sortie de piste                    | 4      |        |
| Abd. | 12 | Jarno Trulli          | Prost-Peugeot       | 37    | Sortie de piste                    | 14     |        |
| Abd. | 20 | Ricardo Rosset        | Tyrrell-Ford        | 29    | Sortie de piste                    | 20     |        |
| Abd. | 23 | Esteban Tuero         | Minardi-Ford        | 29    | Sortie de piste                    | 18     |        |
| Abd. | 15 | Johnny Herbert        | Sauber-Petronas     | 27    | Sortie de piste                    | 9      |        |
| Abd. | 17 | Mika Salo             | Arrows              | 27    | Accélérateur                       | 13     |        |
| Abd. | 2  | Heinz-Harald Frentzen | Williams-Mecachrome | 15    | Sortie de piste                    | 6      |        |
| Abd. | 9  | Damon Hill            | Jordan-Mugen-Honda  | 13    | Sortie de piste                    | 7      |        |

## Pole position et record du tour

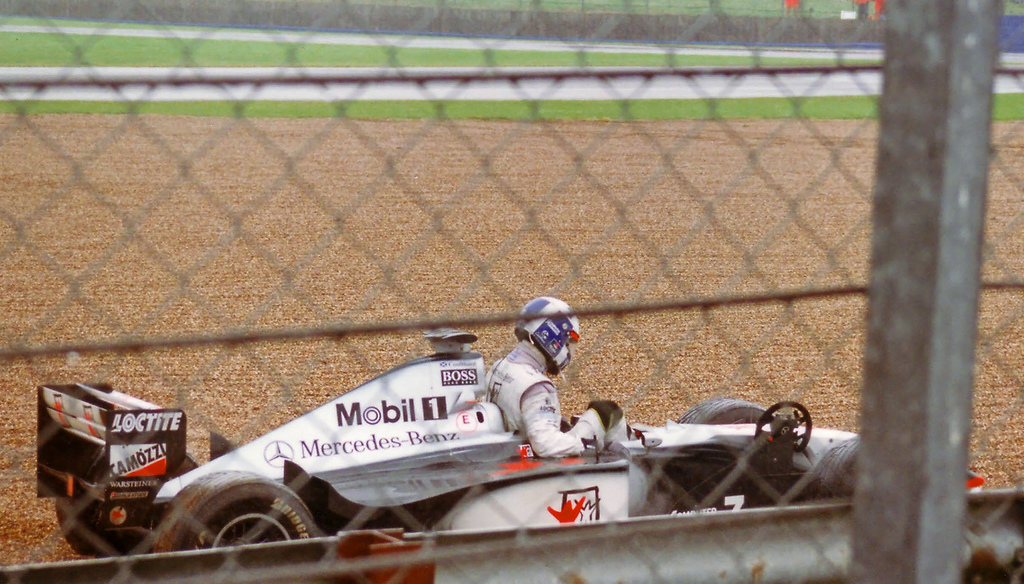
David Coulthard abandonne au du GP de Grande-Bretagne 1998.

- Pole position :  Mika Häkkinen (McLaren-Mercedes) en 1 min 23 s 271 (vitesse moyenne : 222,214 km/h)[4].
- Meilleur tour en course :  Michael Schumacher (Ferrari) en 1 min 35 s 704 au 12e tour (vitesse moyenne : 193,346 km/h)[5].

## Tours en tête
- Mika Häkkinen : 50 (1-50)[6].
- Michael Schumacher : 10 (51-60).

## Statistiques
- Deux tours avant la fin du Grand Prix, Schumacher reçoit une pénalité de 10 secondes pour avoir doublé Alexander Wurz sous régime de voiture de sécurité. Au lieu de passer la ligne d'arrivée sur la piste, il entre à la fin du dernier tour dans la voie des stands pour effectuer sa pénalité. La ligne d'arrivée étant matérialisée à l'entrée des stands, il a ainsi effectué sa pénalité après la fin de la course.
- 31e victoire pour Michael Schumacher. Il égale le score de Nigel Mansell.
- 124e victoire pour Ferrari en tant que constructeur.
- 124e victoire pour Ferrari en tant que motoriste.
- La course est neutralisée du 45e au 49e tour en raison de mauvaises conditions météorologiques.

## Classements généraux à l'issue de la course
| Pos. | Pilote                | Écurie              | Points |
| ---- | --------------------- | ------------------- | ------ |
| 1    | Mika Häkkinen         | McLaren-Mercedes    | 56     |
| 2    | Michael Schumacher    | Ferrari             | 54     |
| 3    | David Coulthard       | McLaren-Mercedes    | 30     |
| 4    | Eddie Irvine          | Ferrari             | 29     |
| 5    | Alexander Wurz        | Benetton-Playlife   | 17     |
| 6    | Giancarlo Fisichella  | Benetton-Playlife   | 15     |
| 7    | Jacques Villeneuve    | Williams-Mecachrome | 11     |
| 8    | Heinz-Harald Frentzen | Williams-Mecachrome | 8      |
| 9    | Rubens Barrichello    | Stewart-Ford        | 4      |
| 10   | Jean Alesi            | Sauber-Petronas     | 3      |
| 11   | Mika Salo             | Arrows              | 3      |
| 12   | Johnny Herbert        | Sauber-Petronas     | 1      |
| 13   | Pedro Diniz           | Arrows              | 1      |
| 14   | Jan Magnussen         | Stewart-Ford        | 1      |
| 15   | Ralf Schumacher       | Jordan-Mugen-Honda  | 1      |

| Pos. | Écurie              | Points |
| ---- | ------------------- | ------ |
| 1    | McLaren-Mercedes    | 86     |
| 2    | Ferrari             | 83     |
| 3    | Benetton-Playlife   | 32     |
| 4    | Williams-Mecachrome | 19     |
| 5    | Stewart-Ford        | 5      |
| 6    | Arrows              | 4      |
| 7    | Sauber-Petronas     | 4      |
| 8    | Jordan-Mugen-Honda  | 1      |